# Евангелическая больница в Москве
Евангели́ческая больни́ца — архитектурный ансамбль в Москве, возведённый архитектором Отто фон Дессином в 1903—1914 годах по заказу московской лютеранской общины для устройства лечебницы. Её историческое здание (строение 1) является выявленным объектом культурного наследия регионального значения. В настоящее время в здании располагается Отдел исследований мозга и Многопрофильный научно-диагностический центр Научного центра неврологии РАМН, а также аптека.

## История
В 1880 году московские протестанты создали специальный комитет для того чтобы организовать больницу и ей управлять. Первоначально комитет состоял из учредителей больницы: пасторов А. Фехнера и Г. Дикгофа, медиков Г. Гивартовского, А. Блументаля, Р. Кноблока, купцов К. Банзы (Bansa), Ю. Прайса (Preiss), И. Бернера, а также присяжного поверенного А. Лютера. Впоследствии состав этого комитета, возглавлявшего больницу, менялся, но в него всегда входили пасторы трёх московских евангелических общин (двух лютеранских и одной реформатской).
Больница была открыта через два года после создания комитета, занимала небольшой деревянный дом на Ивановской улице в Сокольниках и была рассчитана на 12 коек. Согласно утверждённому в 1881 году уставу, для амбулаторного и стационарного лечения в больницу принимались больные всех вероисповеданий, но преимущество отдавалось неимущим лютеранам и реформатам, которых, как и сотрудников больницы, лечили и снабжали лекарствами безвозмездно. Неимущие граждане могли получить в клинике бесплатное лечение, более состоятельным предоставляли платные услуги. Также действовали скидки по протекции евангелических обществ и церквей. Стоимость лечения амбулаторных больных устанавливал совет организации, а проведённые операции оценивал лечащий врач с согласия пациента или родственников. Более состоятельные оплачивали лечение, в зависимости от условий содержания: день пребывания в палате на одного человека стоил 5 рублей, на двух-четырех человек — 4 рубля. В 1899 году при лечебнице было открыто амбулаторное отделение в Кривоколенном переулке, которое ежегодно посещали около 5 тысяч больных. С ростом числа пациентов возникла необходимость расширения больничных площадей.
В 1895 году был выкуплен участок в Яузской части в Грузинском переулке (ныне — переулок Обуха). После пожертвования Эммы Банзы, урождённой фон Вогау, суммы в 150 тысяч рублей появилась возможность построить качественно новое здание больницы и приобрести необходимое медицинское оборудование. В 1903—1905 годах было построено несколько новых корпусов больницы по проекту архитектора Отто фон Дессина. Архитектура Евангелической больницы выполнена в эклектическом стиле с элементами неоготики и модерна, сочетающими декоративные пинакли, башенки, фальш-зубцы, навесные бойницы и шатровые кровли. Позже постройки были объединены крытыми переходами в единое здание, ныне — строение 1.
К 1907 году больница состояла из стационарного отделения на 70 коек, амбулаторного и родильного (до 1912) отделений, а также рентгеновского кабинета, что на то время было довольно большой редкостью для лечебных заведений. Первоначально преимущество отдавалось протестантам, но с годами их доля снижалась и к 1912 году их доля составляла не более четверти от всех пациентов. Больница обслуживала пациентов всех вероисповеданий, а медицинский персонал состоял преимущественно из немцев, в основном, уроженцев Прибалтийских губерний. В 1911—1912 годах состав пациентов больницы был следующим: 929 православных, 330 протестантов, 70 католиков, 49 иудеев, 18 старообрядцев, 11 армян-католиков, 2 мусульман и 2 караимов. Больных, страдающих психическими и инфекционными заболеваниями, не обслуживали. К 1915 году больница была одной из самых технически оборудованных и имела 16 врачей, 12 фельдшеров, 1 повивальную бабку, 599 стационарных и 10605 амбулаторных пациентов. Перед началом Первой мировой войны общее количество стационарных больных превышало полторы тысячи человек.
В 1917 году рядом с больницей была построена небольшая часовня (строение 3), площадью 48 м2, приписанная к храму Покрова Пресвятой Богородицы на Воронцовом поле.

## После революции

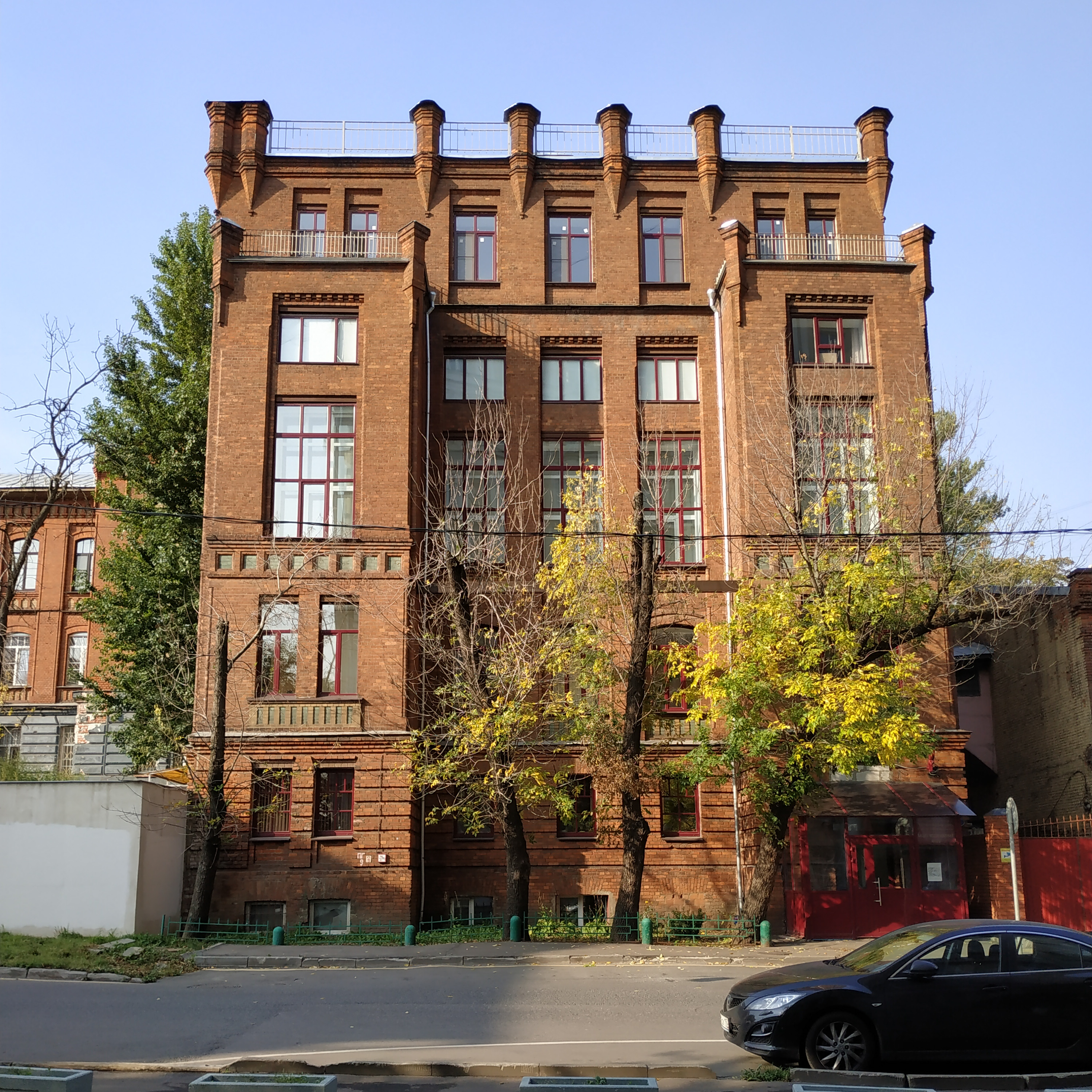
Новый корпус 1927 года (№ 5с2)

После Октябрьской революции 1917 года комитет по управлению Евангелической больницей был распущен, а больница потеряла свою конфессиональную специфику. В 1923 году здание был передан Институту по изучению профессиональных болезней Мосгорздравотдела, получивший вскоре имя доктора В. А. Обуха, в честь которого в 1935 году переименовали прилегающую улицу, а затем переулок. В 1926—1927 годах на территории бывшей больницы был выстроен новый шестиэтажный корпус (строение 2), в схожем архитектурном стиле. В ходе бомбардировок Москвы 1941 года здание незначительно пострадало при обстреле близлежащих железнодорожных магистралей. Так, после взрыва одного из снарядов на стене лечебницы остались характерные выбоины.
В 1957 году Институт получил новое здание на проспекте Будённого и освободил место для НИИ мозга АМН СССР. Деятельность института была засекречена, но известно, что некоторое время на территории бывшей Евангелической больницы планировали создать своеобразный пантеон-кунсткамеру. Историк Сергей Романюк ошибочно указывает, что в начале 2000-х годов институт ликвидировали, а здание долгое время не использовали. Известно, что в этот период в стенах комплекса прошли съёмки фильма «Пыль». Однако всё это время институт продолжал свою работу.
В 2006 году НИИ был реорганизован в Отдел исследований мозга Научного центра неврологии РАМН. В настоящее время в корпусах бывшей больницы также располагаются Многопрофильный клинико-диагностический центр (c 1984 по 2013 год — Поликлиника РАМН) и аптека «Самсон-Фарма». В здании также действует основанный в 1928 году Музей эволюции мозга.

## Фотографии

Вид со стороны улицы Воронцово Поле
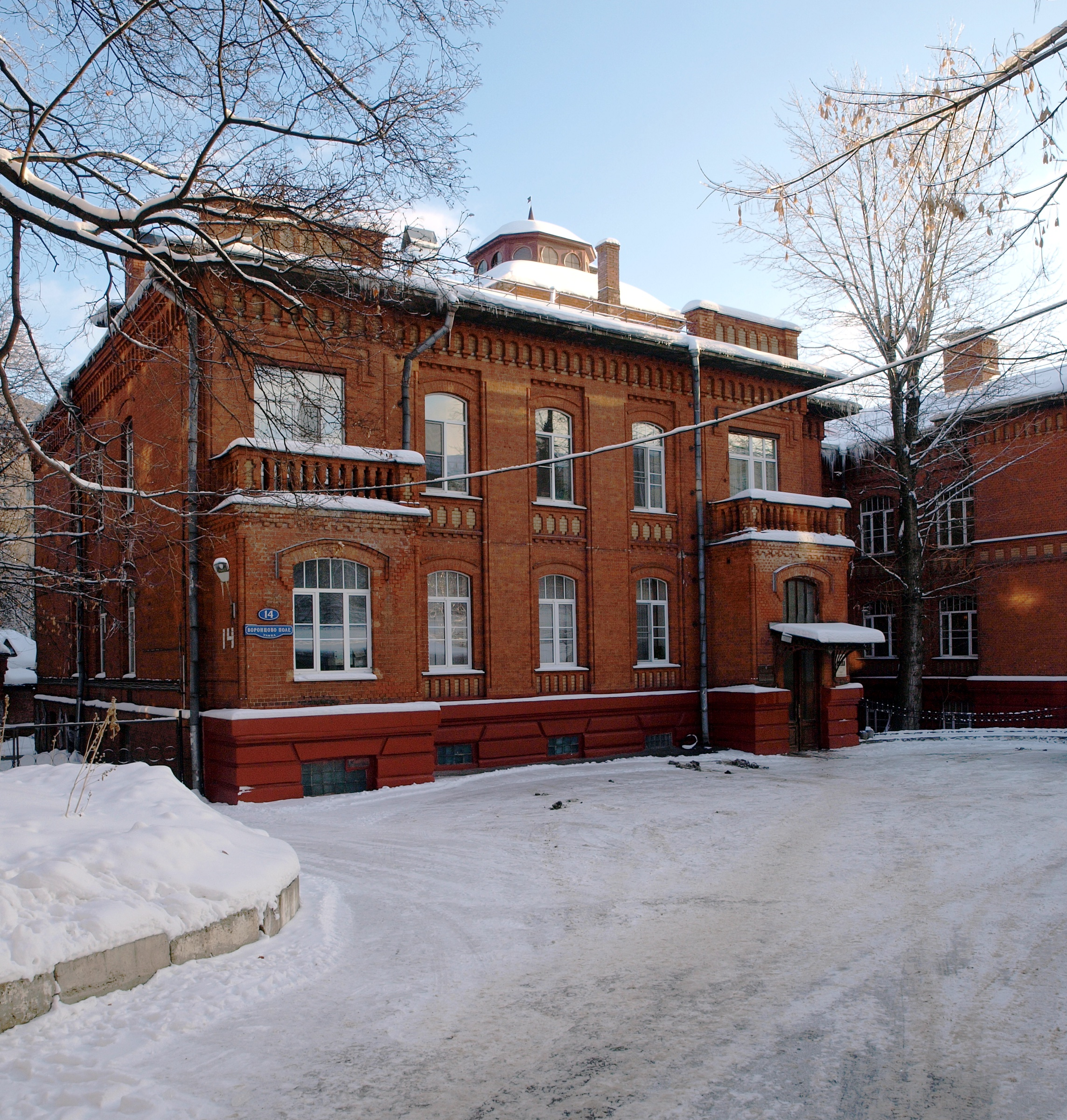
Старый корпус (№ 5с1)
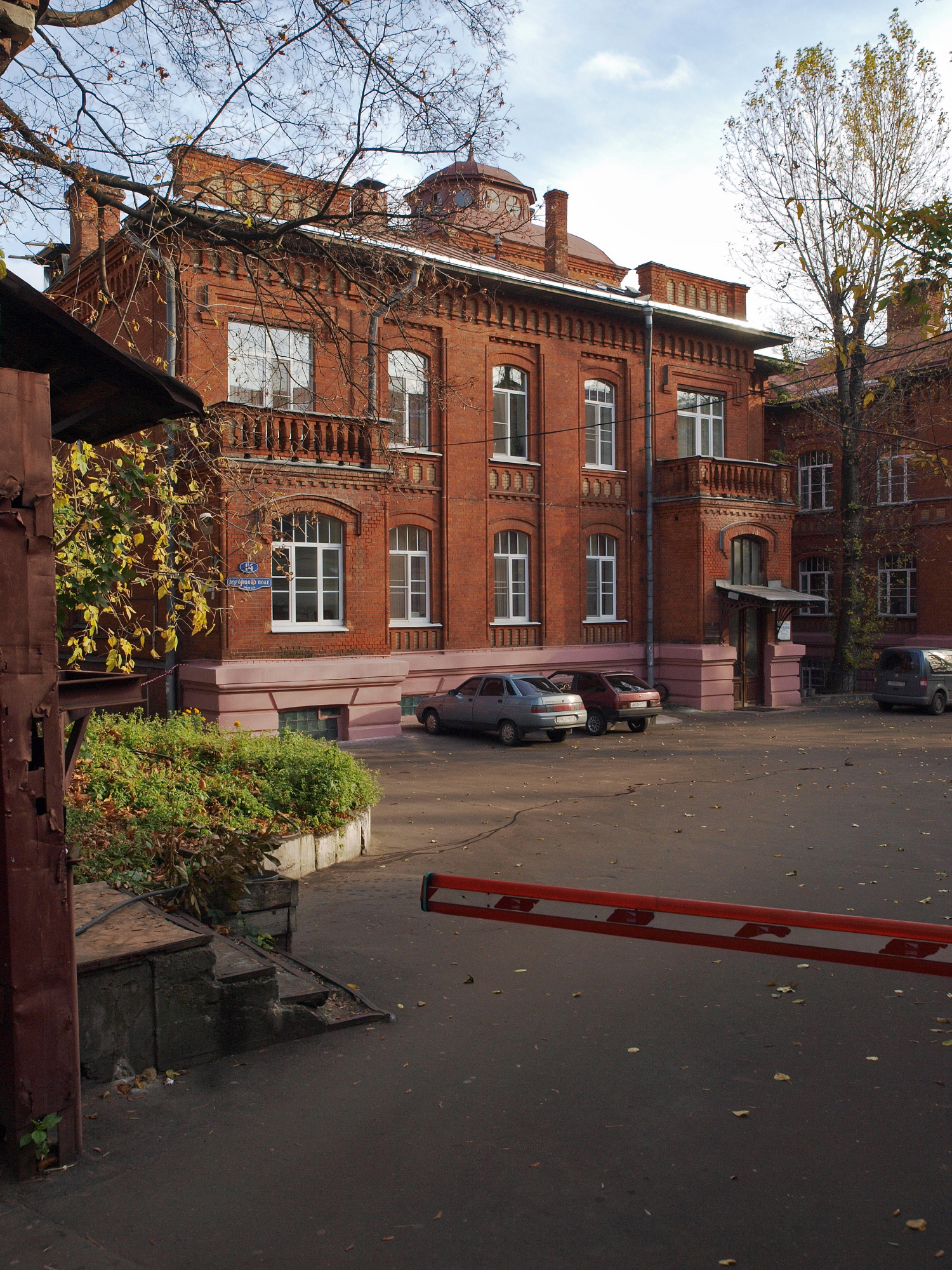
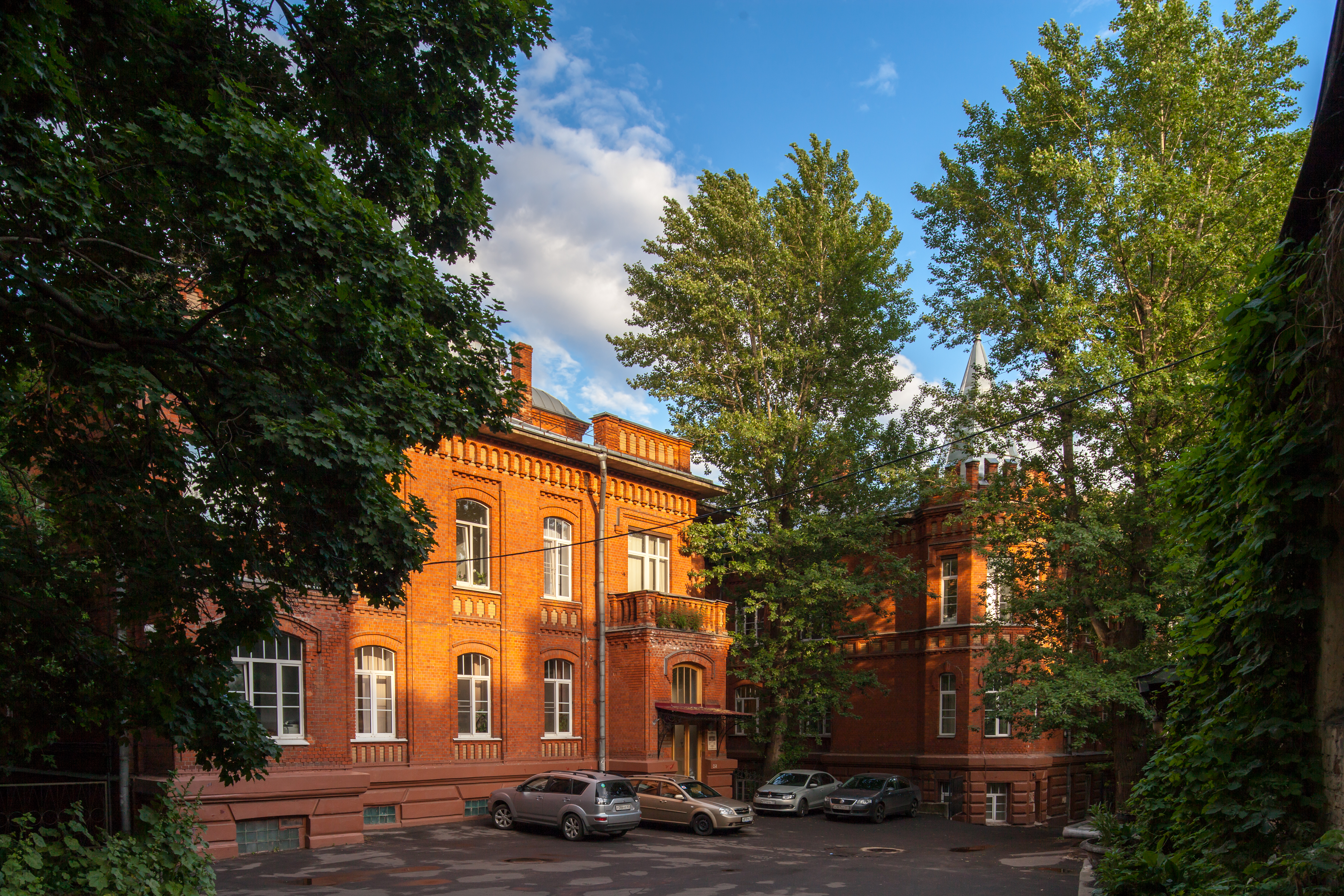
Часовня (№ 5с3)

Вид со стороны переулка Обуха
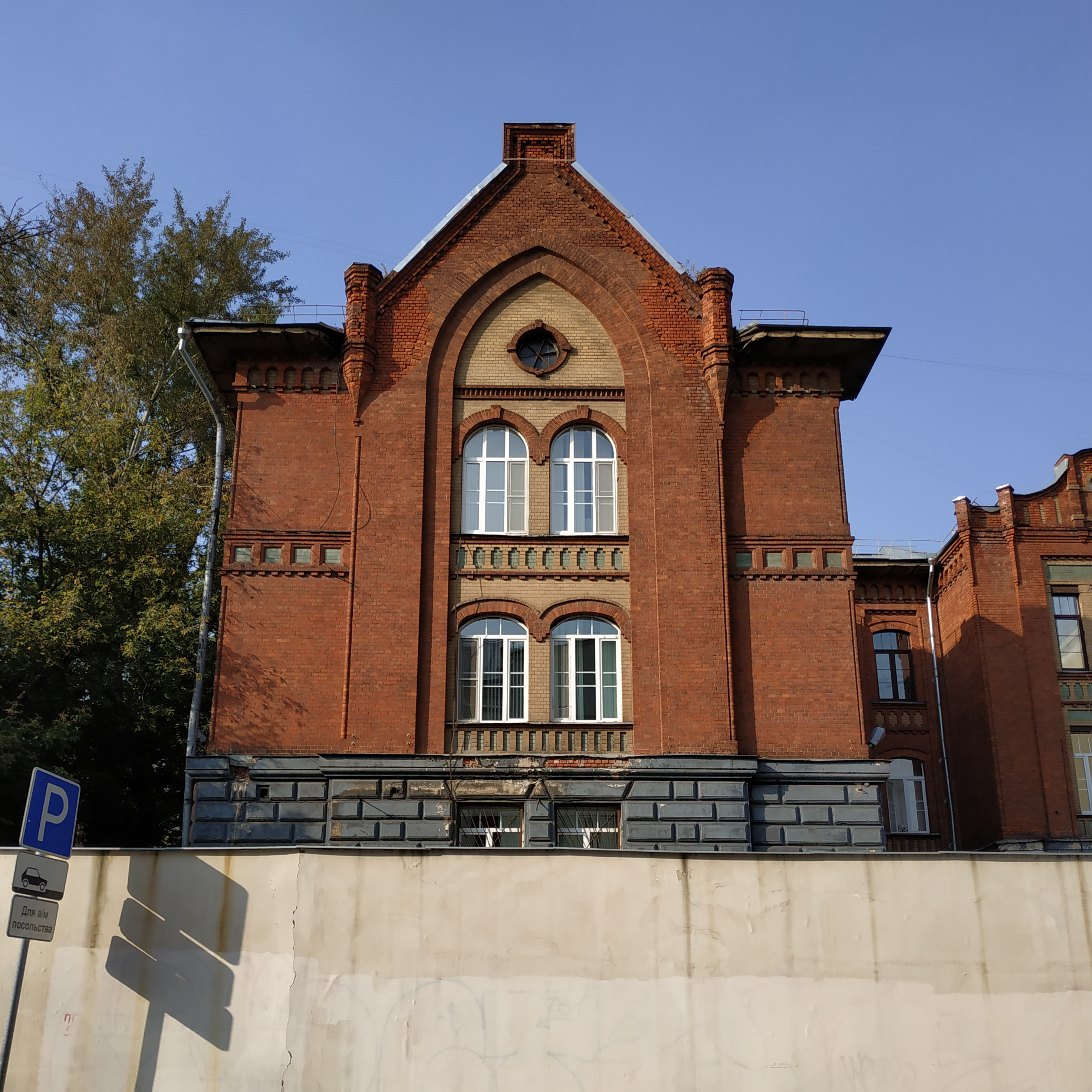
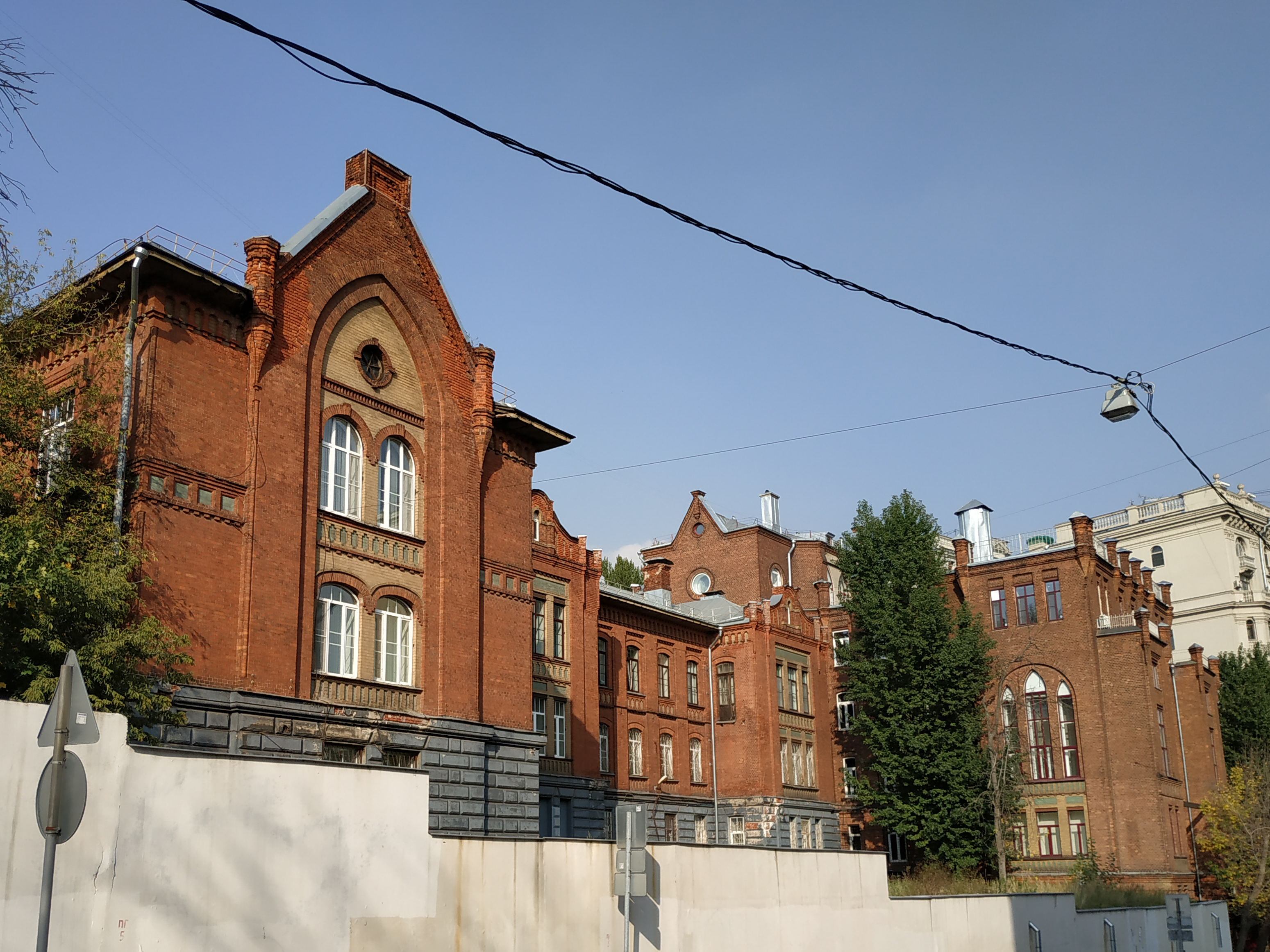
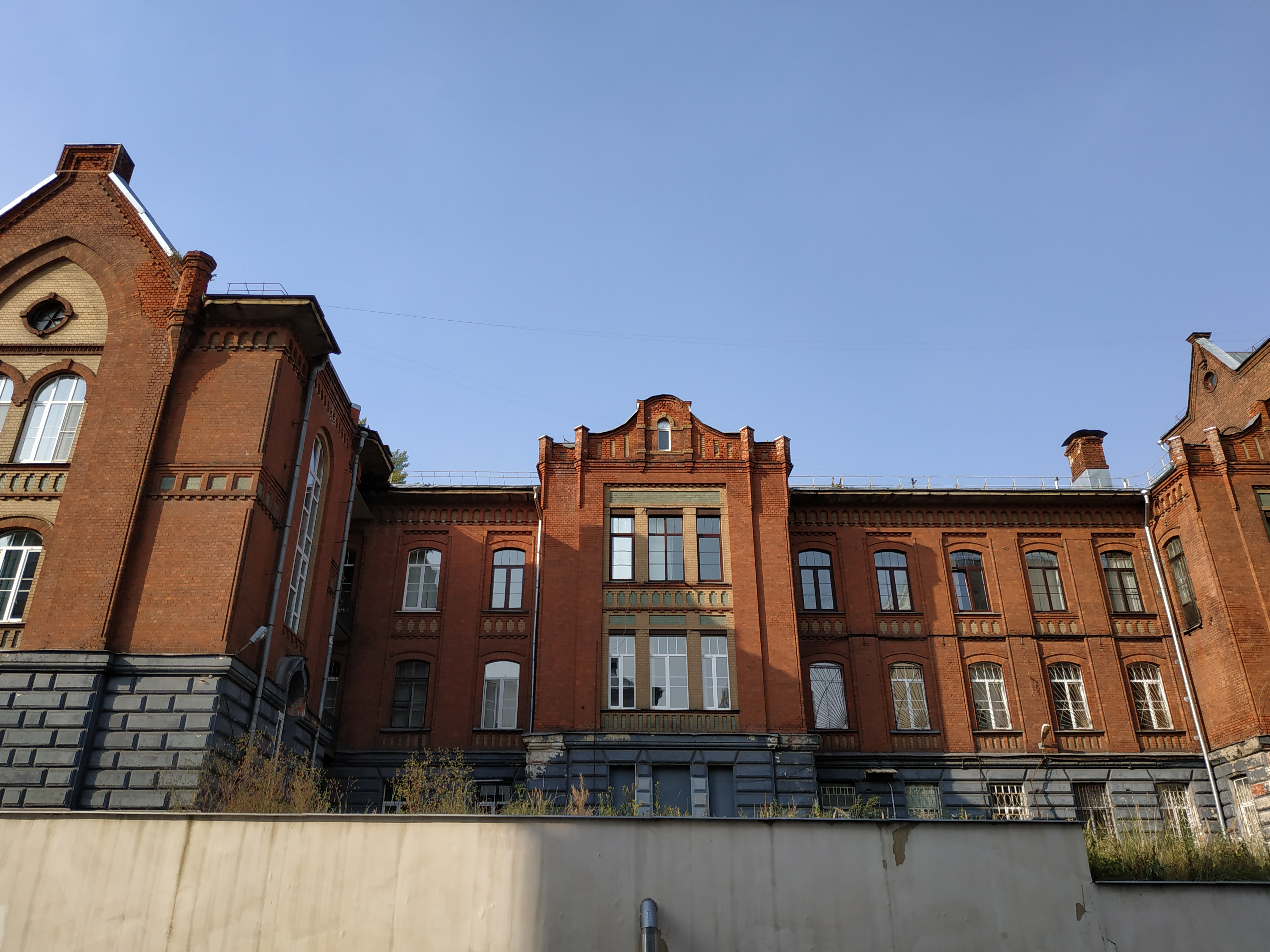
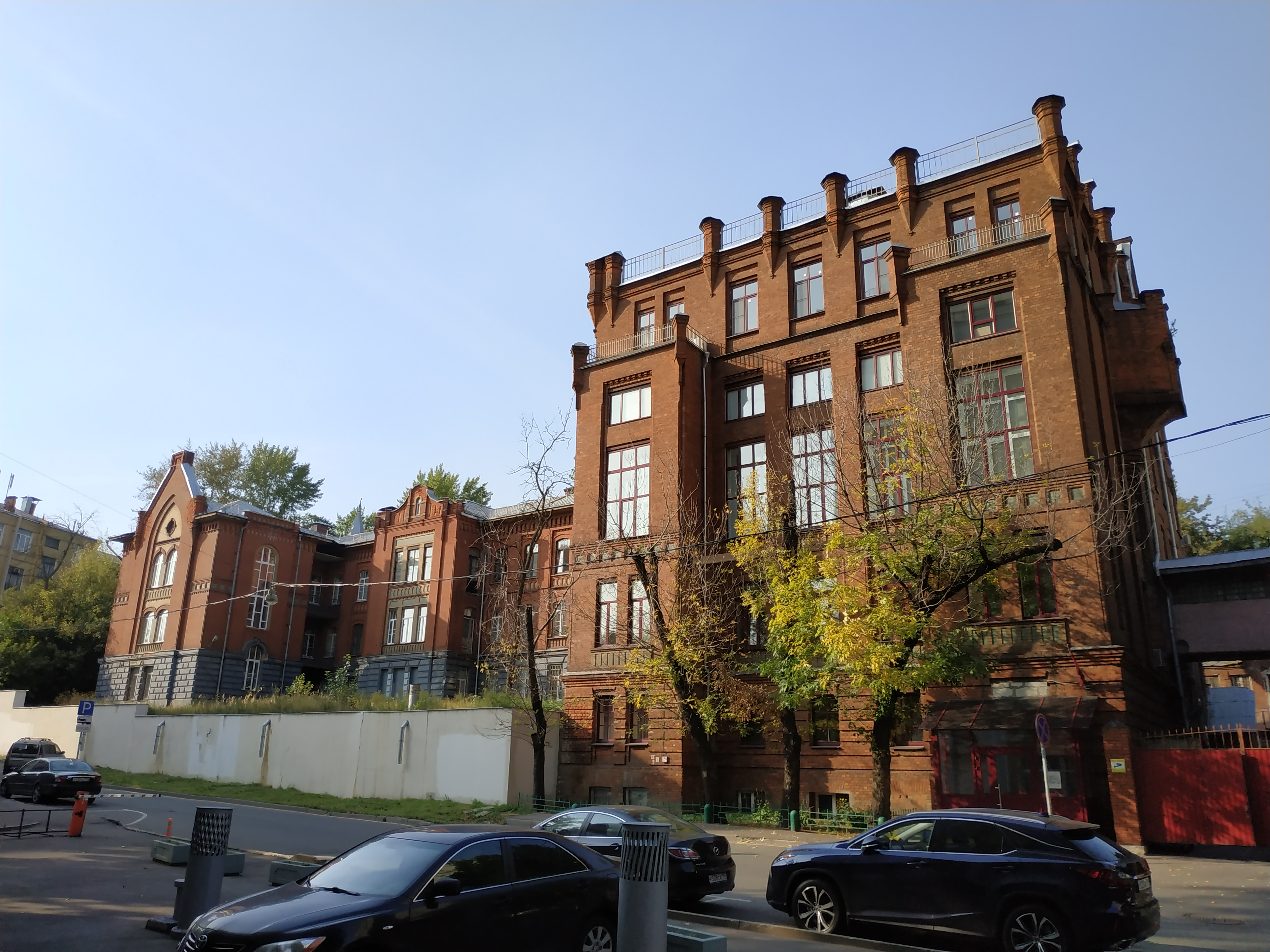
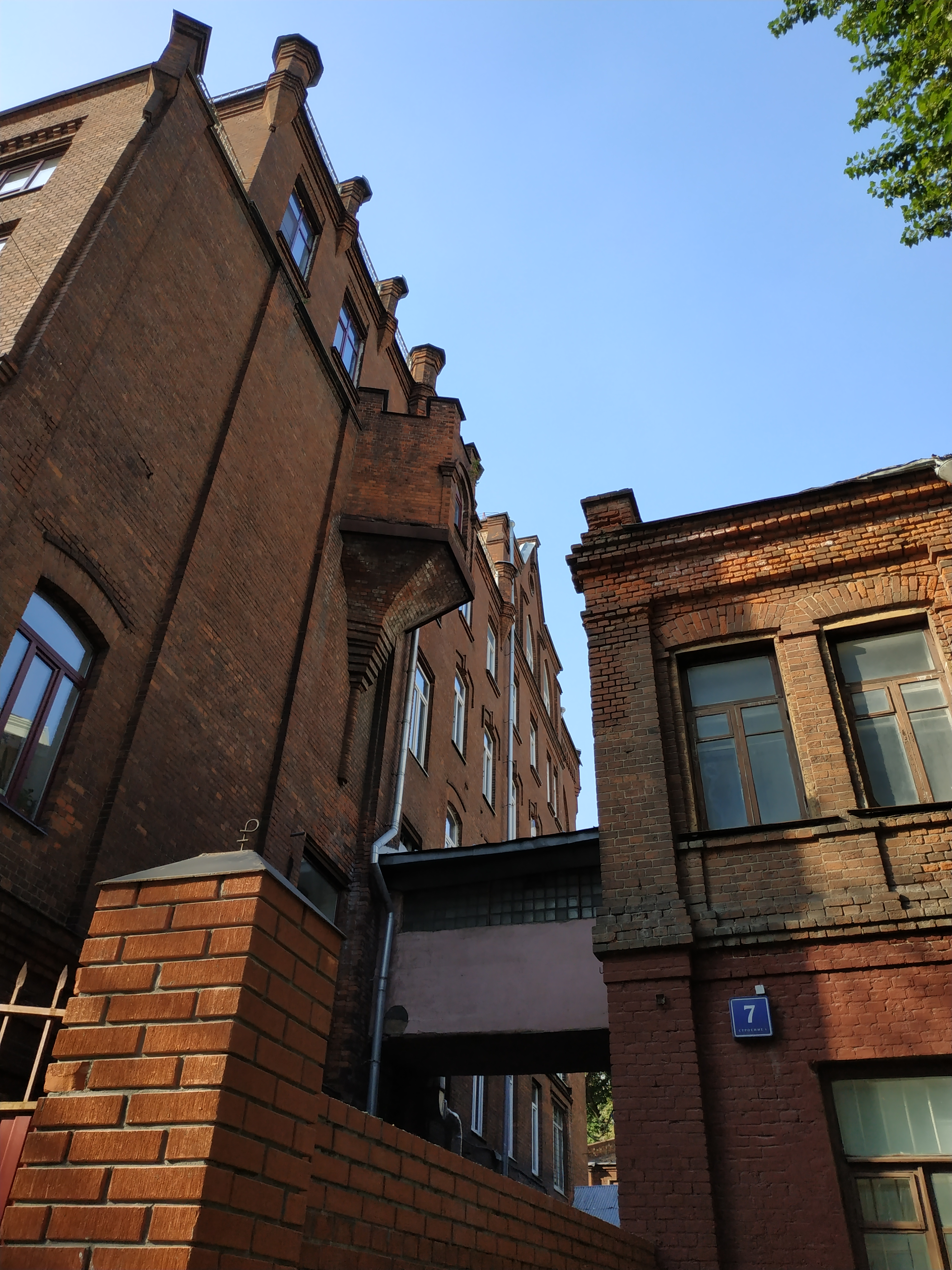

## Персоналии
- Отто фон Шиман (1869, Рига[7] — 1929) — врач Евангелической больницы в 1902—1904 годах[22], владелец частной клиники, главный врач Евангелического полевого госпиталя во время Русско-японской и Первой мировой войн, репрессирован в 1929 году[23].